# The Beatles in Mono
The Beatles in Mono è un box set dei Beatles a tiratura limitata, il quale comprende gli album monofonici del gruppo rimasterizzati in CD Audio. Il cofanetto è stato pubblicato il 9 settembre 2009, assieme al quale sono stati pubblicati The Beatles Stereo Box Set e il videogioco The Beatles: Rock Band.

## Caratteristiche fisiche
Il box set si presenta in una scatola quadrata di colore bianco, dentro il quale sono presenti i vari CD.
I CD sono contenuti in una custodia che riproduce in scala nei minimi particolari la stessa custodia dei corrispondenti dischi in vinile.
L'etichetta del CD è la stessa dell'etichetta del disco in vinile.

## I dischi del cofanetto
Il cofanetto comprende 10 dischi che sono la rimasterizzazione dei mix mono degli album dei Beatles, per la precisione:
- Please Please Me (1963)
- With the Beatles (1963)
- A Hard Day's Night (1964)
- Beatles for Sale (1964)
- Help! (1965)
- Rubber Soul (1965)
- Revolver (1966)
- Sgt. Pepper's Lonely Hearts Club Band (1967)
- Magical Mystery Tour (1967)
- The Beatles (1968)

Inoltre è incluso un ulteriore doppio cd chiamato The Beatles Mono Masters che comprende i vari singoli pubblicati dai Beatles in mono (nel CD 1 sono inseriti i singoli fino al 1965, nel CD 2 dal 1965 al 1969). Esso si differenzia dal Past Masters stereo in quanto contiene i quattro brani della colonna sonora di Yellow Submarine del master mono mai pubblicato. Nella raccolta sono stati omessi Yellow Submarine, Abbey Road e Let It Be perché usciti solo in stereo.

## Classifiche
Il box set ha debuttato alla posizione numero 40 della classifica Billboard 200.